# Conseil national de financement populaire
Le Conseil national de financement populaire (en créole haïtien Konsèy Nasyonal Finansman Popilè, KNFP) est une association haïtienne reconnue d'utilité publique, constituée par un réseau d'institutions qui soutient le monde rural en Haïti.

## Historique
1998 : Le Conseil National de Financement Populaire(KNFP) est fondé par le COD-EMH, le KOFIP et le GRAIFSI. Il regroupe actuellement huit institutions :
- KOFIP : Kolektif Finansman Popilè ;
- FHAF : Fonds Haïtien d'Aide à la Femme ;
- FIDES : Fonds International de Développement Économique et Social ;
- FOBNO : Fédération des Organisations du Bas Nord-Ouest.

- RODEP: Reseau des organisations de développement des Palmes
-RSFP: Réseau de sauvegarde de la forêt des pins
-PLAIOD: Platefòm inite òganizasyon Dezam
FLM comme membre observateur
Ces huit institutions accompagnent plus de 3000 structures de base de cotisation, de crédit et de solidarité dénommées Mutuelles de Solidarité(MUSO)et Banques Communautaires (BC)regroupant environ 70000 familles. Le KNFP travaille également avec un réseau de 14 organisations paysannes regroupant plus de 40,000 membres évoluant dans diverses filières agricoles telles le riz, le café, les tubercules, les fruits, le lait, etc.
1999 :Le Bureau de Crédit Agricole (BCA)  organise un colloque sur le crédit rural et agricole en partenariat avec le KNFP. L'une des recommandations concerne la formation des acteurs du financement décentralisé.
2003 : L'Institut Mobile de Formation (IMOFOR) est créé à la suite des recommandations du colloque du BCA. IMOFOR a pour mission de former les acteurs du financement populaire.
2003 : Organisation par le KNFP d'un séminaire international sur le financement rural. L'une des recommandations est un appel à renforcer les organisations paysannes pour qu'elles puissent jouer leur rôle dans toutes actions de financement qui les concernent.
2006 : à la suite des recommandations du séminaire de 2003, le Bureau de Service et de Renforcement(BSR) est créé pour appuyer les Organisations de producteurs agricoles, les Mutuelles, les Micro et petites entreprises et les Institutions de financement populaire.
2009 : Le Fonds Rural de Crédit et d'Investissement (FRICS) est créé pour financer la vie rurale, les entreprises et les initiatives porteuses pour l'économie rurale.
2011 : Le FRICS entame sa transformation en Société Financière de Développement (SFD). Il sera une société par actions selon la législation haïtienne mais gardera sa nature sociale et solidaire et sera toujours orienté vers le monde rural.

## Activités
Le KNFP vise à entraider et développer la solidarité active au sein du monde rural qui constitue la majorité de la population haïtienne par des objectifs précis et coordonnés autour des activités suivantes :
- La formation des acteurs du financement populaire à travers son Institut Mobile de Formation (IMOFOR)
- Le renforcement organisationnel à travers son Bureau de Service et de Renforcement (BSR)
- Le Financement à travers son Fonds Rural d'Investissement et de Crédit Solidaires (FRICS)
- Le Plaidoyer et la mise en place de lieux d'échanges et de réflexions sur les problématiques du financement rural

## Partenariats
Le Conseil National de Financement Populaire est :
- membre fondateur du Forolacfr (Forum Latino-américain et dans la Caraïbes sur le financement rural) ;
- membre de l'INAISE (Association Internationale des Investisseurs de l'Économie Sociale) ;
- membre de la Coordination Europe-Haïti (CoE-H) : plateforme d'ONG haïtiennes et européennes ;

Des partenariats ont été établis ou sont en cours avec:
- l'Union européenne ;
- le Service d'Action et de Coopération Culturelle (SCAC) de l'Ambassade de France à Haïti, ainsi qu'avec le Ministère des Affaires Étrangères français (MAE) ;
- l'association CCFD-Terre Solidaire
- les OXFAM, l'INFP, EPER, SIDI, MARNDR, CTA, ISLP, Clifford Chance, Mc Carter & English, etc

| Nom officiel            | Konsèy Nasyonal Finansman Popilè (KNFP)                                                  |
| ----------------------- | ---------------------------------------------------------------------------------------- |
| Nom en français         | Conseil National de Financement Populaire                                                |
| Statut légal            | Association reconnue d'Utilité Publique                                                  |
| Date fondation          | 21 octobre 1998                                                                          |
| Domaines d'intervention | Financement rural, Économie Sociale et Solidaire                                         |
| Niveau                  | National                                                                                 |
| Siège                   | Delmas 105 (Route de Frères), Frères 12 No 4. Code postal HT 6141, Pétion- Ville, Haïti. |
| Site web                | www.knfp.org                                                                             |
| Contact                 | info@knfp.org, phone (509) 3408 8328                                                     |